# 48 (عدد)
48 (ثمانية وأربعون) هو عدد طبيعي يلي العدد 47 ويسبق العدد 49.